# Diadema antillarum
Diadema antillarum är en sjöborreart som först beskrevs av Philippi 1845.  Diadema antillarum ingår i släktet Diadema och familjen Diadematidae. Inga underarter finns listade i Catalogue of Life.

## Bildgalleri

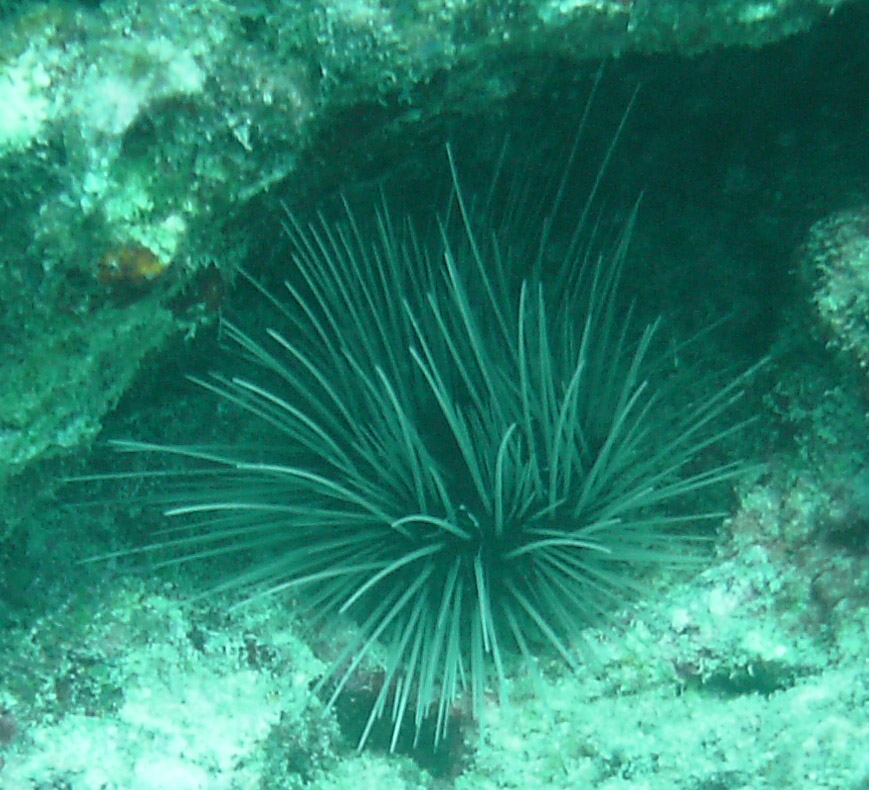